# Айзенхардт, Иоганн Каспар
Иоганн Каспар Айзенхардт (нем. Johann Eissenhardt; 8 ноября 1824[…], Франкфурт-на-Майне[…] — 11 октября 1896[…], Франкфурт-на-Майне, Пруссия[…]) — немецкий гравёр резцом по металлу, художник и педагог.

## Биография
Иоганн Айзенхардт родился 8 ноября 1824 года во Франкфурте-на-Майне. Получив образование в Штедельшуле при Штеделевском художественном институте в родном городе (где впоследствии состоял преподавателем), служил некоторое время при австрийской правительственной типографии в Вене.

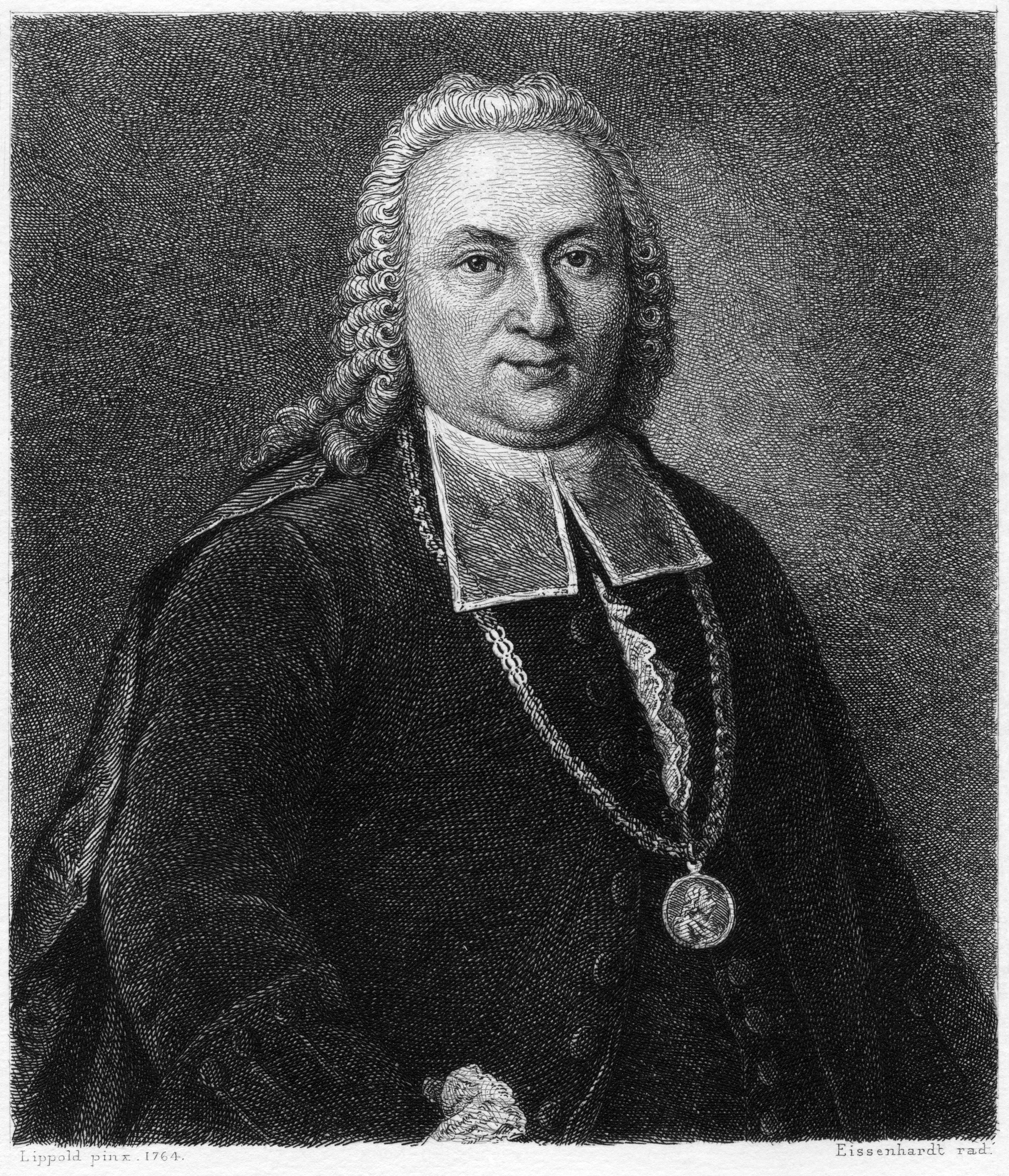
Священник и историк
Иоганн Георг Баттонн
(гравюра И. Айзенхардта)

С 1863 по 1869 год находился при экспедиции заготовления государственных бумаг в Санкт-Петербурге, после чего возвратился во Франкфурт, и трудился у себя на родине. В российской столице им были награвированы изображения русских государей, напечатанные на кредитных билетах: Екатерины II (на 100-рублевой банкноте), Петра Великого (на 25-рублях), Михаила Фёдоровича (на 10-рублях) и Алексея Михайловича (на 5-рублях). Также он нарисовал портреты академиков Кемца, Ленца и Плетнева, два портрета А. С. Пушкина (копии с Гейтмана и Уткина) и портрет вдовствующей императрицы Марии Фёдоровны в бытность её великой княгиней.
Из прочих произведений Айзенхардта наибольший интерес представляют: «Суд Соломона», «Богоматерь с усопшим Спасителем» и «Мадона дель Капитолио», все три со Стейнле, «Распятие» с Луки Лейденского, «Святая Елена» с П. Веронезе, «Рыцарь, держащий гвоздику в руке» с Г. Гольбейна, «Рефекторий» с Ван Мюйдена, «Пляска» и «Свадьба» с плафонов Лауфбергера в вестибюле Венского оперного театра, «Святое Семейство» с Сандро Боттичелли и сборник гравюр с лучших картин Штеделевской галереи во Франкфурте-на-Майне.
Согласно «ЭСГ», гравюры Айзенхардта «исключительно репродукционного характера и отмечены большой тщательностью исполнения».
Иоганн Каспар Айзенхардт умер 11 октября 1896 года во Франкфурте-на-Майне.